# Ning
Ning è un'applicazione web multilingua, ideata dal programmatore Marc Andreessen, che permette di creare siti web sociali o reti sociali (social network) senza avere cognizioni di programmazione.
La piattaforma è sviluppata in Java; i siti vengono generati in PHP.

## Caratteristiche
Ning permette all'utente di controllare le funzionalità applicative ed estetiche del sistema, le procedure di registrazione, l'inserimento dei contenuti, la moderazione e così via.
Ha un sistema di amministrazione flessibile ed utilizza sistemi di sicurezza e di autentificazione/autorizzazione.
Appositi moduli permettono agli utenti di inserire immagini, foto e file musicali. Ha una discreta integrazione con Flickr, Facebook e Myspace con supporto di strumenti caratteristici del web 2.0 quali RSS e blog.
Un difetto è rappresentato dalla mancanza di strumenti quali il wiki e il calendario.

## Modalità di fruizione del servizio
Il servizio che Ning ha erogato sino al 2010 ha due modalità di fruizione: la prima, gratuita, ha permesso di creare i propri siti con l'obbligo di ospitare inserzioni pubblicitarie (principalmente Google AdSense); la seconda è una versione commerciale che, a fronte di un canone mensile, ha garantito un controllo sui contenuti pubblicitari.
Anche altri servizi aggiuntivi (quali la garanzia di una maggior banda, l'utilizzo di spazio supplementare oppure il fatto che non appaia nell'URL il dominio ning.com) sono stati proposti a pagamento.
Nel maggio 2008, Ning contava circa 275.000 social network.
Nel maggio 2010 il nuovo Amministratore Delegato di Ning, Jason Rosenthal, ha annunciato però un radicale stravolgimento della concezione, con la chiusura a partire da luglio 2010 di ogni social network non a pagamento (phase out our free service). Questa scelta economica viene interpretata da molti come un notevole cambio di rotta culturale in corso nel mondo di internet.

## L'azienda
Ning ha base a Palo Alto, in California. Il suo nome, che si pronuncia Ningh (con la g dura), deriva da un termine cinese il cui significato è approssimativamente "pace".
Si tratta della terza startup di Marc Andreessen (dopo Netscape e Opsware); inizialmente il progetto fu chiamato '24 Hour Laundry' per poi assumere la nominazione Ning nell'ottobre del 2005.
Nel luglio 2007 Ning ha acquisito un capitale di circa 44 milioni di dollari a titolo di venture capital grazie all'americana Legg Mason.